# Stenotaenia cribelliger
Stenotaenia cribelliger är en mångfotingart som först beskrevs av Karl Wilhelm Verhoeff 1898.  Stenotaenia cribelliger ingår i släktet Stenotaenia och familjen storjordkrypare.
Artens utbredningsområde är Bosnien. Inga underarter finns listade i Catalogue of Life.